# Quentin Pacher
Quentin Pacher (Liborna, Gironda, 6 de gener de 1992) és un ciclista francès, professional des del 2015. Actualment corre a l'equip Groupama-FDJ. La seva única victòria com a professional la va aconseguir el 2018 al Tour de Savoia Mont Blanc.

## Palmarès
- 2012
  - Vencedor d'una etapa a la Ronda de l'Isard d'Arieja
- 2013
  - 1r al Tour des Landes
- 2018
  - Vencedor d'una etapa al Tour de Savoia Mont Blanc

### Resultats al Tour de França
- 2020. 53è de la classificació general
- 2021. 35è de la classificació general
- 2023. 63è de la classificació general
- 2024. 46è de la classificació general

### Resultats a la Volta a Espanya
- 2022. Abandona (18a etapa)
- 2024. 21è de la classificació general